# Curimus erinaceus
Curimus erinaceus là một loài bọ cánh cứng trong họ Byrrhidae. Loài này được Duftschmid miêu tả khoa học năm 1825.